# Fattoria di Lattaia
La fattoria di Lattaia, storicamente nota come castello di Lattaia, è un complesso architettonico situato nel comune di Roccastrada, nella provincia di Grosseto, in Toscana.
La sua posizione è nella parte meridionale del territorio comunale, nell'omonima località rurale situata alcuni chilometri a nord-ovest della frazione di Sticciano e ai piedi della modesta altura su cui sorge la fattoria di Monte Lattaia, rispetto alla quale sorge a nord-est. Il complesso sorge lungo il corso del torrente Bai.

## Storia
Il complesso sorse come insediamento castellano in epoca medievale, la cui origine risale alla seconda metà del X secolo. Il luogo era inizialmente sotto il controllo della famiglia Aldobrandeschi, che nella zona aveva numerosi possedimenti, alcuni dei quali furono ceduti ai Pannocchieschi tra la fine del XII secolo e gli inizi del Duecento.
Dopo essere stata sotto il controllo della famiglia Pannocchieschi per poco più di mezzo secolo, il complesso entrò a far parte del territorio della Repubblica di Siena, che andava espandendosi verso la Maremma inglobando gran parte dei territori che originariamente appartenevano alle due contee controllate da altrettanti rami della famiglia Aldobrandeschi.
In epoca rinascimentale l'intero insediamento di Lattaia fu venduto a privati, divenendo proprietà di varie famiglie di origine senese che si succedettero nel possesso del complesso. L'antico castello rimase di proprietà privata anche dopo la metà del Cinquecento, periodo in cui entrò a far parte del Granducato di Toscana.
Durante il Seicento furono effettuati una serie di interventi di ristrutturazione che portarono alla trasformazione del complesso in una fattoria inizialmente fortificata.
In epoca settecentesca furono costruiti alcuni edifici annessi attorno al preesistente nucleo dell'originario castello medievale.
Ulteriori lavori vennero eseguiti tra la fine dell'Ottocento e gli inizi del Novecento, con la ricostruzione della chiesa, l'innalzamento di parte del complesso e l'eliminazione degli elementi che conferivano ancora all'intero complesso un aspetto fortificato.

## Descrizione
La Fattoria di Lattaia si presenta come un complesso rurale costituito da una serie di edifici annessi di epoca settecentesca disposti attorno al fabbricato padronale che originariamente costituiva il primitivo castello medievale.
L'intero complesso è delimitato da una cortina muraria di cinta risalente al X secolo, meglio conservata nei suoi elementi originari lungo la parte meridionale, lungo la quale si conservano alcuni tratti di basamenti a scarpa su cui si addossano gli edifici.
Il palazzo padronale si presenta a pianta rettangolare, disposto su tre livelli, con il leggero rialzamento della parte centrale che è il frutto degli interventi effettuati tra la fine dell'Ottocento e gli inizi del Novecento. Le strutture murarie esterne presentano alcuni rivestimenti in pietra ed altri scialbati, con il portale d'ingresso principale, di forma rettangolare con modanatura ed architrave, che si apre al piano rialzato ed è raggiungibile da due rampe di scale esterne. Ai vari livelli si aprono ad intervalli regolari le finestre quadrangolari, mentre la parte sommitale termina con un tetto di copertura a quattro spioventi.
Presso la fattoria sorge la cappella di San Biagio a Lattaia, ricostruita attorno alla metà dell'Ottocento in sostituzione della perduta pieve di San Biagio a Lattaia e della scomparsa chiesa di San Lorenzo a Lattaia, entrambe di epoca medievale, che sorgevano rispettivamente presso il castello e nelle sue vicinanze.